# Învățare deschisă
Învățarea deschisă este o mișcare inovatoare în învățământ, care a apărut în anii 1970 și a evoluat în domenii de practică și studiu. Termenul se referă în general la activități care fie îmbunătățesc învățarea în cadrul sistemelor de învățământ formal, fie extind învățarea dincolo de sistemele de învățământ formal. Învățarea deschisă presupune, dar nu se limitează la: metode de predare la clasă, abordări ale învățării interactive, forme de învățământ și formare profesională, culturile și ecologiile comunităților de învățare, și dezvoltarea și utilizarea de resurse educaționale deschise. Deși nu există o definiție cuprinzătoare și acceptată a învățării deschise, de obicei accentul este pus pe „nevoile celui care învață așa cum sunt percepute de acesta”. Studiile de caz descriu învățarea deschisă drept o inovație atât în cadrul disciplinelor academice, profesiilor, sectoarelor sociale și granițelor naționale, cât și în afaceri și industrie, instituții de învățământ superior, inițiative de colaborare între instituții și școlarizare pentru tinerii care învață.

## Începutul
Învățarea deschisă ca metodă de predare⁠(d) se bazează printre altele pe munca lui Célestin Freinet în Franța și a Mariei Montessori în Italia.
Învățarea deschisă ar trebui să permită elevilor o învățare automotivată, independentă și ghidată de interese. Un exemplu proeminent este abordarea prin experiența lingvistică a predării alfabetizării inițiale. Lucrări mai recente despre învățarea deschisă au fost realizate de către pedagogii germani Hans Brügelmann (1975; 1999), Falko Peschel (2002), Jörg Ramseger (1977) și Wulf Wallrabenstein (1991). Abordarea ar trebui să facă față până la trei provocări:
- diferențele mari privind experiența, interesul și competența între copiii de aceeași vârstă;
- natura constructivistă a învățării care necesită rezolvarea activă a problemelor de către elev însuși;
- cerința legală a participării elevilor la deciziile prevăzute de Convenția ONU cu privire la Drepturile Copilului din 1989.

## Altă utilizare a termenului
Termenul „învățare deschisă” se referă și la distribuirea deschisă și gratuită a materialelor educaționale.